# Atatürk Olimpiyat Stadyumu
Atatürk Olimpiyat Stadyumu är en fotbolls- och friidrottsarena i Istanbul i Turkiet. Den började byggas 1999 och stod klar 2002. Den byggdes för Turkiets OS-ansökan och kostade 100 miljoner USD.
Arenan har 81 283 sittplatser och är därmed Turkiets största arena. Arenan har fått 5-stjärnor i UEFA:s arenaranking och därmed kan den arrangera finalerna i de europeiska cuperna. Det var här som Liverpool FC slog AC Milan i finalmatchen av UEFA Champions League i fotboll för herrar säsongen 2004/2005.